# Meliboeus parvulus
Meliboeus parvulus es una especie de escarabajo del género Meliboeus, familia Buprestidae. Fue descrita científicamente por Küster en 1852.